# Чиппева (округ, Мічиган)
Шаблон:StateAbbr_ 46°19′ пн. ш. 84°31′ зх. д. / 46.32° пн. ш. 84.52° зх. д.
Округ Чиппева (англ. Chippewa County) — округ (графство) у штаті Мічиган, США. Ідентифікатор округу 26033.

## Історія
Округ утворений 1826 року.

## Демографія
За даними перепису
2000 року
загальне населення округу становило 38543 осіб, зокрема міського населення було 21361, а сільського — 17182.
Серед мешканців округу чоловіків було 21450, а жінок — 17093. В окрузі було 13474 домогосподарства, 8962 родин, які мешкали в 19430 будинках.
Середній розмір родини становив 2,93.
Віковий розподіл населення поданий у таблиці:
| Стать    | До 15 років | 15-21 | 22-29 | 30-39 | 40-49 | 50-65 | 65-85 | Понад 85 |
| -------- | ----------- | ----- | ----- | ----- | ----- | ----- | ----- | -------- |
| Чоловіки | 3376        | 2376  | 2886  | 3969  | 3651  | 3062  | 1971  | 159      |
| Жінки    | 3283        | 1972  | 1630  | 2286  | 2490  | 2676  | 2376  | 380      |

## Суміжні округи
- Алгома, Канада — північний схід
- Манітулин, Канада — схід
- Преск-Айл — південний схід
- Мекінак — південь
- Люс — захід

## Виноски
1. ↑  US Decennial Census. US Census Bureau. Процитовано 19 вересня 2014.
2. ↑  Historical Census Browser. University of Virginia Library. Архів оригіналу за 11 серпня 2012. Процитовано 19 вересня 2014.
3. ↑  Population of Counties by Decennial Census: 1900 to 1990. US Census Bureau. Процитовано 19 вересня 2014.
4. ↑  Census 2000 PHC-T-4. Ranking Tables for Counties: 1990 and 2000 (PDF). US Census Bureau. Процитовано 19 вересня 2014.
5. ↑  State & County QuickFacts. US Census Bureau. Архів оригіналу за 6 червня 2011. Процитовано 27 серпня 2013. [Архівовано 2011-06-06 у Wayback Machine.](англ.) Наведено за англійською вікіпедією.
6. ↑  American FactFinder. Бюро перепису населення США. Архів оригіналу за 26 лютого 2012. Процитовано 31 січня 2008. [Архівовано 2008-05-21 у Wayback Machine.]

| США | Це незавершена стаття з географії США. Ви можете допомогти проєкту, виправивши або дописавши її. |